# 斯米爾諾韋市鎮
斯米爾諾韋鄉級市鎮 (烏克蘭語：Смирновська сільська громада)，是烏克蘭的鄉級市鎮，位在烏克蘭東南部扎波羅熱州的波洛希區。其市鎮中心在斯米爾諾韋村。
斯米爾諾韋市鎮的面積317.60平方（122.63平方英里），2020年的人口有3,270人。
斯米爾諾韋市鎮是在2015年的行政區改革後成立的市鎮，包括了原來古比雪韦区（2016年改名为比利马克区）的茲拉茲科韋村拉达、斯米爾諾韋村拉达和蒂托韋村拉达所管辖的村庄，這些村莊在2015年8月11日決定设立为斯米爾諾韋市鎮，8月27日，扎波羅熱州拉达批准成立斯米爾諾韋市鎮。
2020年7月17日，比利马克区因行政區改革而撤銷，斯米爾諾韋市鎮加入波洛希區。
斯米爾諾韋市鎮中有八個聚落，都是村莊：
- 上德拉洪斯凯
- 第二韋爾希納
- 迪布罗瓦
- 澤萊內哈伊
- 茲拉茲科韋
- 阿列克西伊夫卡
- 斯米爾諾韋
- 蒂托韋